# Арктік-Вілледж (Аляска)
Арктік-Вілледж (англ. Arctic Village) — переписна місцевість (англ. census-designated place, CDP) у неорганізованому боро Аляски (США). Територіально входить до зони перепису населення Юкон-Коюкук. Населення — 151 особа (2020).

## Географія
Арктік-Вілледж розташований за координатами 68°9′56″ пн. ш. 145°24′5″ зх. д. / 68.16556° пн. ш. 145.40139° зх. д. (68.165420, -145.401329).  За даними Бюро перепису населення США в 2010 році переписна місцевість мала площу 181,23 км², з яких 164,37 км² — суходіл та 16,86 км² — водойми.

### Клімат
| Клімат : Арктік-Вілледж | Клімат : Арктік-Вілледж | Клімат : Арктік-Вілледж | Клімат : Арктік-Вілледж | Клімат : Арктік-Вілледж | Клімат : Арктік-Вілледж | Клімат : Арктік-Вілледж | Клімат : Арктік-Вілледж | Клімат : Арктік-Вілледж | Клімат : Арктік-Вілледж | Клімат : Арктік-Вілледж | Клімат : Арктік-Вілледж | Клімат : Арктік-Вілледж | Клімат : Арктік-Вілледж |
| Показник                | Січ.                    | Лют.                    | Бер.                    | Квіт.                   | Трав.                   | Черв.                   | Лип.                    | Серп.                   | Вер.                    | Жовт.                   | Лист.                   | Груд.                   | Рік                     |
| Абсолютний максимум, °C | 3,3                     | −2,2                    | 6,1                     | 17,8                    | 25,0                    | 31,7                    | 30,6                    | 25,6                    | 22,2                    | 5,6                     | 4,4                     | 9,4                     | 31,7                    |
| Середній максимум, °C   | −25,2                   | −21,2                   | −10,6                   | −1,2                    | 9,8                     | 18,2                    | 20,5                    | 15,4                    | 5,6                     | −6,2                    | −18,4                   | −19,2                   | −2,6                    |
| Середня температура, °C | −30,7                   | −27,9                   | −18,9                   | −9,9                    | 3,5                     | 12,5                    | 14,3                    | 9,5                     | 0,2                     | −11,7                   | −23,6                   | −24,7                   | −8,9                    |
| Середній мінімум, °C    | −36,2                   | −34,6                   | −27,3                   | −18,8                   | −2,8                    | 6,7                     | 8,1                     | 3,6                     | −5,1                    | −17,2                   | −28,8                   | −30,2                   | −15,1                   |
| Абсолютний мінімум, °C  | −55,6                   | −54,4                   | −52,2                   | −41,7                   | −29,4                   | −4,4                    | −2,8                    | −8,3                    | −25                     | −37,2                   | −48,9                   | −49,4                   | −55,6                   |
| Норма опадів, мм        | 11                      | 7                       | 10                      | 6                       | 15                      | 36                      | 43                      | 36                      | 35                      | 15                      | 11                      | 10                      | 235                     |
| ----------------------- | ----------------------- | ----------------------- | ----------------------- | ----------------------- | ----------------------- | ----------------------- | ----------------------- | ----------------------- | ----------------------- | ----------------------- | ----------------------- | ----------------------- | ----------------------- |
| Джерело: WRCC           |                         |                         |                         |                         |                         |                         |                         |                         |                         |                         |                         |                         |                         |

## Демографія
Згідно з переписом 2010 року, у переписній місцевості мешкали 152 особи в 65 домогосподарствах у складі 37 родин. Густота населення становила 1 особа/км².  Було 85 помешкань (0/км²).
Расовий склад населення:
| - 88,8 % — корінних американців - 4,6 % — білих |

До двох чи більше рас належало 6,6 %. Частка іспаномовних становила 0,0 % від усіх жителів.
За віковим діапазоном населення розподілялося таким чином: 28,3 % — особи молодші 18 років, 64,5 % — особи у віці 18—64 років, 7,2 % — особи у віці 65 років та старші. Медіана віку мешканця становила 29,0 року. На 100 осіб жіночої статі у переписній місцевості припадало 130,3 чоловіків;  на 100 жінок у віці від 18 років та старших — 142,2 чоловіків також старших 18 років.
Середній дохід на одне домашнє господарство  становив 36 177 доларів США (медіана — 26 250), а середній дохід на одну сім'ю — 41 765 доларів (медіана — 26 875). Медіана доходів становила 56 250 доларів для чоловіків та 28 125 доларів для жінок. За межею бідності перебувало 36,6 % осіб, у тому числі 48,7 % дітей у віці до 18 років та 0,0 % осіб у віці 65 років та старших.
Цивільне працевлаштоване населення становило 46 осіб. Основні галузі зайнятості: освіта, охорона здоров'я та соціальна допомога — 45,7 %, публічна адміністрація — 21,7 %, транспорт — 8,7 %, будівництво — 8,7 %.